# Længdespring uden tilløb (atletik)
Længdespring uden tilløb eller stående længdespring er en nu afskaffet atletikdisciplin (undtagen Norge). 
Længdespring uden tilløb var med på det olympiske program 1900-1912. Disciplinen var med på DM-programmet 1911. 
Norge er det eneste land i verden, der stadigvæk har et nationalt mesterskab i disciplinen. Dette mesterskab er blevet afholdt i Stange hver vinter siden 1995.

## Fodnoter
1. ↑  Nr (Webside ikke længere tilgængelig)
2. ↑  Norwegian indoor championships - GBR Athletics

| Sport | Spire Denne artikel om sport er en spire som bør udbygges. Du er velkommen til at hjælpe Wikipedia ved at udvide den. |